# 신내차량기지축구장
신내차량기지축구장(新內車輛基地蹴球場, Sinnae Charyanggiji Football Field)은 대한민국 서울특별시 중랑구 신내동 신내차량사업소 부지 안에 있는 스포츠 시설이다. 인조잔디 필드가 갖춰진 경기장이며, 2017년 11월에 준공되었다.

## 참고 문헌
- “신내차량기지축구장”. 중랑구시설관리공단.
- “신내차량기지축구장”. 중랑구시설관리공단.
- 《2023 전국 공공체육시설 현황 (2022년 12월말 기준)》. 대한민국 문화체육관광부. 2024.